# سالم أحمد
سالم أحمد (من مواليد 24 أكتوبر 2002) هو لاعب كرة قدم عراقي محترف يلعب في مركز الهجوم لفريق الميناء في دوري نجوم العراق.

## المسيرة الاحترافية
بدأ سالم أحمد مسيرته في أكاديمية الميناء. اتتقل للعب مع الفريق الأول في فبراير 2020. في 12 ديسمبر 2020، سجل أول أهدافه في دوري نجوم العراق ضد فريق الكرخ. في 29 يونيو 2021، سجل هدف الفوز ضد القاسم في مباراة انتهت بفوز الميناء 2-1.
في الموسم التالي، أنهى أحمد كأفضل هداف للفريق في دوري نجوم العراق رغم هبوط الفريق إلى الدوري العراقي الممتاز، حيث سجل سبعة أهداف ضد فرق مثل القوة الجوية، القاسم، نوروز، نوروز مجددا, النجف، والكهرباء.
في سبتمبر 2022، جُدد عقده مع الميناء. ساعد أحمد الفريق في الفوز بالدوري العراقي الممتاز والعودة إلى دوري نجوم العراق، حيث كان أفضل هداف للفريق بتسجيله أحد عشر هدفًا، وسجل أحد الأهداف الحاسمة في المباراة النهائية.
في أغسطس 2023، جُدد عقده مرة أخرى، وشارك بشكل منتظم في التشكيلة الأساسية لدوري نجوم العراق، حيث سجل أربعة أهداف ضد القوة الجويةوضد دهوك في مناسبتين. اعتبر المدرب حسان أحمد سالم أحد الأعمدة الرئيسية للفريق واعتبر حضوره مهمًا في كل مباراة.
في أغسطس 2024، جُدد عقده مع الميناء لموسم إضافي.

## المسيرة الدولية
اُختير أحمد لتمثيل العراق لأول مرة في عام 2023، عندما اختاره المدرب راضي شنيشل ليكون جزءًا من تشكيلته المكونة من 23 لاعبًا في بطولة غرب آسيا تحت 23 سنة، التي فاز بها العراق للمرة الأولى في تاريخه. كما اُختير في تصفيات كأس آسيا تحت 23 سنة المؤهلة لدورة الألعاب الأولمبية الصيفية 2024 في باريس، حيث كان مهاجم الفريق.

## الألقاب
نادي الميناء
الدوري العراقي الممتاز: 2022-2023
منتخب العراق تحت 23 سنة
بطولة اتحاد غرب آسيا تحت 23 سنة: 2023

## روابط خارجية
- سالم أحمد على موقع Soccerway.com (الإنجليزية)
- سالم أحمد على موقع كووورة